# Daouitherium
Daouitherium ("bestia de Sidi Daoui" nombre del sitio donde se descubrió) es un género extinto de mamífero proboscídeo, que vivió durante el Eoceno inferior (Ypresiense) en el norte de África, hace unos 55 millones de años.
Se han encontrado restos fósiles de este animal, que se componen de fragmentos de mandíbulas y dientes molares asociados, hallados en la Cuenca de Ouled Abdoun en Marruecos. Del tamaño de un tapir, pesaba unos 300 kg y es el primer gran mamífero conocido de África y uno de los más antiguos proboscídeos conocidos. Daouitherium poseía molares lofodontes y bilofodontes, es decir molares con grandes crestas. Los premolares segundo y tercero tenían una cúspide notablemente grande denominada hipocónido. Gheerbrant et al. describieron a estos dientes como muy similares a los de otros proboscídeos primitivos como Phosphatherium, Numidotherium y Barytherium.